# Parasesarma rutilimanum
Parasesarma rutilimanum is een krabbensoort uit de familie van de Sesarmidae. De wetenschappelijke naam van de soort is voor het eerst geldig gepubliceerd in 1936 door Tweedie.